# 7055 Fabiopagan
7055 Fabiopagan eller 1989 KB är en asteroid i huvudbältet som upptäcktes den 31 maj 1989 av den amerikanske astronomen Henry E. Holt vid Palomarobservatoriet. Den är uppkallad efter journalisten Fabio Pagan.
Asteroiden har en diameter på ungefär 7 kilometer och den tillhör asteroidgruppen Phocaea.